# بوب سوليفان
بوب سوليفان (بالإنجليزية: Bob Sullivan)‏ هو صحفي أمريكي، ولد في 1968 في بلدة وودبريدج ‏ في الولايات المتحدة.